# سيلفا خوسيه رينالدو فيرنانديز
سيلفا خوسيه رينالدو فيرنانديز (28 ديسمبر 1976 في البرازيل – )؛ هو لاعب كرة قدم سابق كان يلعب كلاعب وسط.